# Lotyšský gambit
Lotyšský gambit je šachové zahájení vznikající po tazích 1. e4 e5 2. Jf3 f5.
Toto zahájení bylo známo již v 17. století. O 200 let později ho analyzoval mistr Kārlis Bētiņš a další lotyšští šachisté.
V současné době se hrává velmi vzácně, neboť je tento gambit považován za příliš riskantní.

## Vedlejší varianty
- 3.d4 fxe4 4.Jxe5 Jf6 s dobrou pozicí černého

- 3.Sc4 fxe4 4.Jxe5 d5 (4…Dg5?! 5.d4! Dxg2 6.Dh5+ s prudkým útokem) 5.Dh5+ g6 6.Jxg6 Jf6 7.De5+ Se7 8.Sb5+! c6 9.Jxe7 Dxe7 10.Dxe7 Kxe7 a bílý stojí jen nepatrně lépe, za pěšce má černý aktivní pozici

- 3.exf5 e4 (po 3…Sc5 4.Jxe5 Sxf2+ 5.Kxf2 Dh4+ 6.g3 Dxd4 7.Kg2 Dxe5 8.De2 stojí bílý trochu lépe) 4.Je5 Jf6 5.Se2! s plánem 6.Sh5+ s aktivní pozicí bílého

- 3.Jxe5 (hlavní pokračování) Jc6?! 4.Jxc6 dxc6 5.d4 s převahou bílého

## Hlavní varianta
3. Jxe5 Df6!
- 4. Jc4 fxe4 5.Jc3 Dg6 (5…De6 6.d3! s převahou) 6.d3 Sb4 a bílá pozice je nadějnější

- 4. d4 d6 5. Jc4 fxe4 6.Jc3 (6.Je3 c6 7.Sc4! d5 8.Sb3 s lepší hrou hrál Aaron Nimcovič) Dg6 a pozice bílého zasluhuje přednost